# Хабаровский планетарий

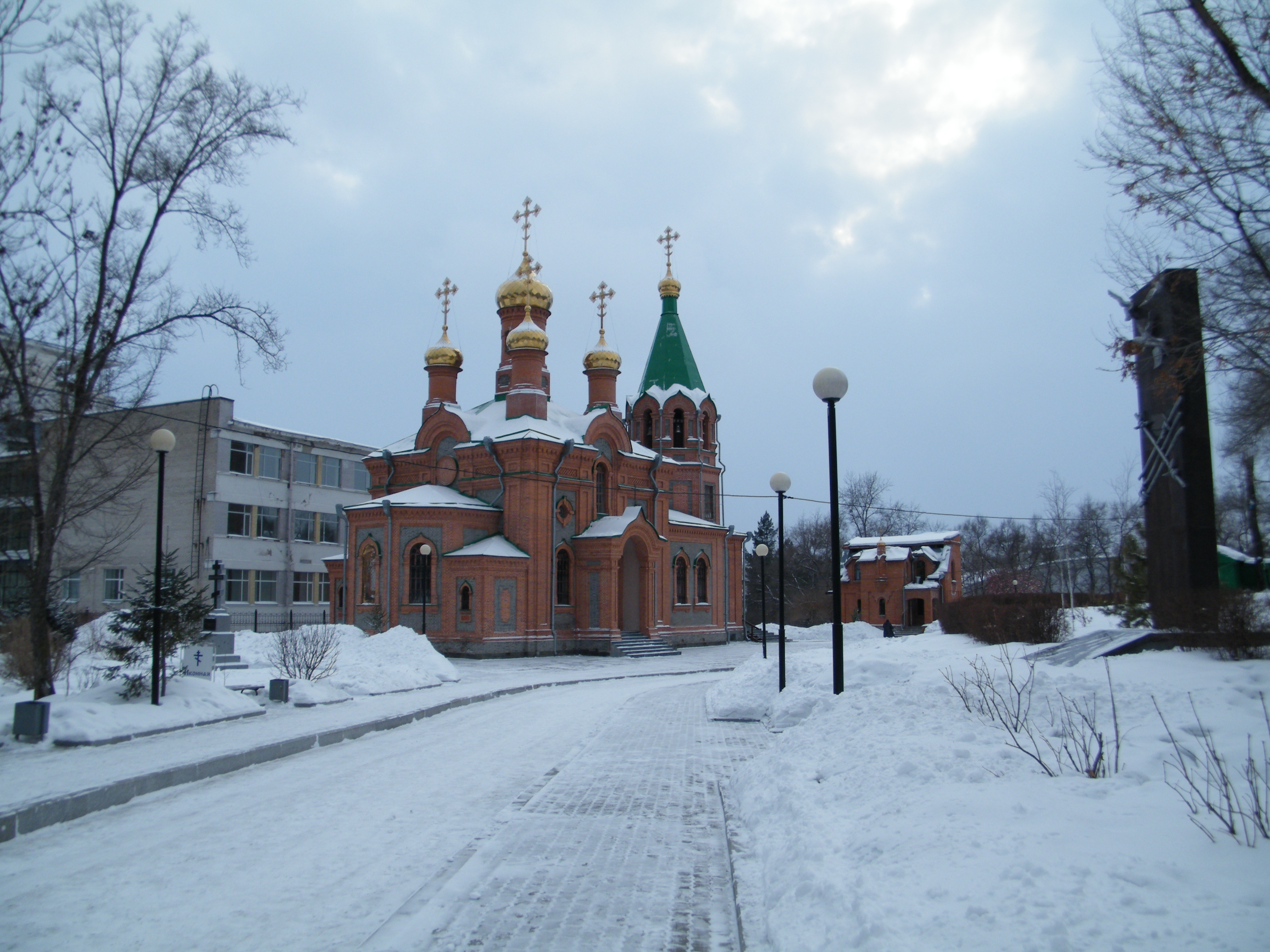
Храм Святителя Иннокентия Иркутского в Хабаровске. Вид с ул. Тургенева.

Хаба́ровский планета́рий — бывший планетарий в Хабаровске.
Единственный планетарий на Дальнем Востоке работал, начиная с 1960-х по первую половину 1990-х годов.
Размещался в здании Иннокентьевского храма — первой каменной церкви Хабаровска, построенной во второй половине XIX века.
Хабаровский планетарий сотрудничал с Хабаровским государственным педагогическим институтом, лекции читали преподаватели и аспиранты этого ВУЗа. Работал детский астрономический кружок.
В 1989 году начали рассматриваться варианты о восстановлении в здании Храма Иннокентия Иркутского. И в 1991 году здание передано Хабаровской и Приамурской епархии РПЦ, после реконструкции стало использоваться по первоначальному назначению.
Аппарат, выпущенный фирмой Carl Zeiss, был демонтирован и увезён на склад. Городские власти уверяли, что в скором будущем начнётся строительство нового здания, однако этого не произошло. О судьбе уникальных научных приборов в настоящее время не сообщается.
В 2015—2016 гг. проводилась реконструкция парка им. Юрия Гагарина (Индустриальный район), в газете «Хабаровские вести» появилась информация, что рассматривается вопрос о строительстве нового Хабаровского планетария на территории парка.